# Toque cuántico
El toque cuántico (Quantum-Touch) (QT) es una pseudociencia que se proclama así misma como terapia alternativa vitalista que combina conceptos del misticismo cuántico con el toque terapéutico.  Los practicantes ejercen un sistema de sanación práctico que pretende curar problemas físicos y emocionales por realzar vibraciones de resonancia entre el médico, el destinatario, y una "energía vital universal". El toque cuántico difiere del reiki en que los practicantes se les enseñan conocimientos específicos del cuerpo y técnicas de respiración para aumentar el flujo de energía del terapeuta hacia el cliente, aunque ambos son sistemas de sanación energética propios de la medicina alternativa.
Al igual que el toque terapéutico está considerada como pseudociencia.